# Resolutie 1489 Veiligheidsraad Verenigde Naties
Resolutie 1489 van de Veiligheidsraad van de Verenigde Naties werd unaniem door de VN-Veiligheidsraad aangenomen op 26 juni 2003.

## Achtergrond
In 1994 braken in de Democratische Republiek Congo etnische onlusten uit die onder meer werden veroorzaakt door de vluchtelingenstroom uit de buurlanden Rwanda en Burundi. In 1997 beëindigden rebellen de lange dictatuur van Mobutu en werd Kabila de nieuwe president. In 1998 escaleerde de burgeroorlog toen andere rebellen Kabila probeerden te verjagen. Zij zagen zich gesteund door Rwanda en Oeganda. Toen hij in 2001 omkwam bij een mislukte staatsgreep werd hij opgevolgd door zijn zoon. Onder buitenlandse druk werd afgesproken verkiezingen te houden die plaatsvonden in 2006 en gewonnen werden door Kabila. Intussen zijn nog steeds rebellen actief in het oosten van Congo en blijft de situatie er gespannen.

## Inhoud
De Veiligheidsraad:
- Herinnert aan resolutie 1291 (2000) en andere relevante resoluties, waaronder resolutie 1468 en 1484.
- Bevestigt de soevereiniteit, territoriale integriteit en onafhankelijkheid van de Democratische Republiek Congo en alle landen in de regio.
- Is bezorgd om de doorgaande vijandelijkheden in Oost-Congo, en vooral in de provincie Noord-Kivu.
- Neemt nota van het tweede speciale rapport met aanbevelingen van de secretaris-generaal.
- Wil het vredesproces, vooral via de MONUC-missie, ondersteunen.

1. Beslist het mandaat van de MONUC te verlengen tot 30 juli.
2. Besluit actief op de hoogte te blijven.

## Verwante resoluties
- Resolutie 1468 Veiligheidsraad Verenigde Naties
- Resolutie 1484 Veiligheidsraad Verenigde Naties
- Resolutie 1493 Veiligheidsraad Verenigde Naties
- Resolutie 1499 Veiligheidsraad Verenigde Naties

Lijst ·  1455 ·  1456 ·  1457 ·  1458 ·  1459 ·  1460 ·  1461 ·  1462 ·  1463 ·  1464 ·  1465 ·  1466 ·  1467 ·  1468 ·  1469 ·  1470 ·  1471 ·  1472 ·  1473 ·  1474 ·  1475 ·  1476 ·  1477 ·  1478 ·  1479 ·  1480 ·  1481 ·  1482 ·  1483 ·  1484 ·  1485 ·  1486 ·  1487 ·  1488 ·  1489 ·  1490 ·  1491 ·  1492 ·  1493 ·  1494 ·  1495 ·  1496 ·  1497 ·  1498 ·  1499 ·  1500 ·  1501 ·  1502 ·  1503 ·  1504 ·  1505 ·  1506 ·  1507 ·  1508 ·  1509 ·  1510 ·  1511 ·  1512 ·  1513 ·  1514 ·  1515 ·  1516 ·  1517 ·  1518 ·  1519 ·  1520 ·  1521